# J. M. Brunswick
John Moses Brunswick (1819 - 25 de julio de 1886) fue un empresario estadounidense de origen suizo, fundador de la J.M. Brunswick Manufacturing Company, una de las empresas que se fusionaron para formar la actual Brunswick Corporation.

## Semblanza

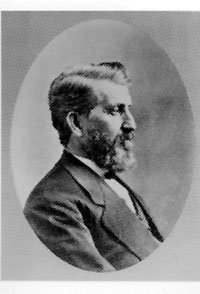
John Moisés Brunswick

Brunswick era un inmigrante judío originario de Bremgarten, Suiza. Llegó a los Estados Unidos en 1834 e inicialmente trabajó como chico de los recados para un carnicero alemán en la ciudad de Nueva York. Posteriormente se mudó a Filadelfia para trabajar como aprendiz de un fabricante de carruajes, y más tarde a Harrisburg, Pensilvania, donde se casó antes de mudarse a Cincinnati, Ohio, donde trabajó los primeros dos años como sobrecargo en un viejo vapor fluvial.
A mediados de la década de 1840, Brunswick comenzó a prosperar y comenzó a participar en los círculos políticos, religiosos y sociales locales. Se dice que en 1845 fue invitado a una cena suntuosa por un amigo que lo llevó a una habitación donde su anfitrión tenía una elegante mesa de billar que había sido importada de Inglaterra. Le gustó el trabajo de filigrana de la mesa y dijo:

Si es de madera, podemos construirla, ¡y podemos construirla mejor que nadie!

En 1845 había fundado la J.M. Brunswick Manufacturing Company en Cincinnati, que originalmente tenía la intención de que se dedicara a la fabricación de carruajes, pero poco después de abrir su taller de máquinas se sintió fascinado por el billar y decidió que fabricar mesas de billar sería más lucrativo, convirtiéndose en el primer fabricante de mesas de billar en los EE. UU.
En dos años estaba recibiendo pedidos de todo el país, y vio la oportunidad de expandirse, estableciendo sus oficinas (que incluían grandes salas de billar) en distintas ciudades de EE. UU. En ese momento, Brunswick había abandonado por completo la construcción de carruajes y se había centrado en el negocio del billar, no solo mesas de juego, sino también en bolas y tacos. La mayor parte del equipo de billar de la época era tosco y poco fiable, por lo que Brunswick adquirió canteras de pizarra y los almacenes de madera de sus competidores para controlar mejor la calidad de sus materias primas. También creó un departamento con el fin de utilizar caucho para mejorar las bandas de las mesas, que por entonces a menudo todavía estaban rellenas de fieltro y crines.

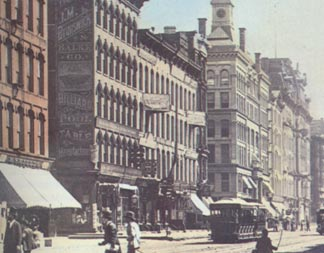
Sede de la compañía en State Street, Chicago (1888)

Las primeras mesas de Brunswick eran artículos de lujo caros y, como tales, solo encontraron un mercado limitado. Por ello, vio la necesidad de poner el billar al alcance de todos para expandir su negocio. En 1848 se asoció con sus hermanos David y Emanuel Brunswick para establecer una oficina de ventas y una fábrica en Chicago. Se abrieron oficinas de ventas adicionales en Nueva Orleans y San Luis (Misuri), mientras que los medio hermanos Josef y Hyman Brunswick trabajaban en las oficinas de la empresa en Cincinnati. En 1858 la empresa se reorganizó como "J.M. Brunswick & Brother"; y en 1866, pasó a llamarse "J.M. Brunswick & Brothers". Cuando Emanuel Brunswick se unió a Joseph y John, este último ascendió a la cabeza de la empresa.
La disposición de Brunswick a diversificar su actividad fue más que una manifestación de su orgullo creativo; también fue un primer intento de ampliar su gama de productos para contrarrestar las fluctuaciones de la economía. Durante muchos años el negocio se amplió mediante crecimiento interno, pero más adelante la empresa también adquirió otras compañía con el fin de ampliar su gama de productos.
Durante la década de 1870, los hermanos de Brunswick dejaron la empresa: pasaron a firmas competidoras y abrieron sus propios billares en Chicago y San Francisco. A partir de 1872 el yerno de Brunswick, Moses Bensinger y dos antiguos empleados fueron nombrados vicepresidentes de la compañía.
En 1873, Brunswick se fusionó con Balge para formar la "J.M. Brunswick-Balge Company"; y en 1884 la compañía Collender pasó a formar parte de la "Brunswick-Balke-Collender Company", que se convirtió en el mayor fabricante de equipos de billar del mundo.
John Brunswick murió en julio de 1886. Sería reemplazado por H.M. Collender como presidente de la compañía hasta su propia muerte en 1890.

## Reconocimientos
- En 1990 se convirtió en miembro del Salón de la Fama del Congreso del Billar de América.[4]